# Мевце
Мевце (словен. Mevce) — поселення в общині Іванчна Гориця, Осреднєсловенський регіон, Словенія. Висота над рівнем моря: 404,4 м.